# Unió Parlamentària Europea
La Unió Parlamentària Europea (UPE/EPU) fou una entitat privada fundada per Richard von Coudenhove-Kalergi, que també n'era el secretari general. Celebrà el seu congrés preliminar els dies 4 i 5 de juliol del 1947 a Gstaad (Suïssa), seguit pel seu primer congrés complet entre el 8 i el 12 de setembre del mateix any.
L'objectiu de Kalergi era redactar una constitució europea. La PEU demanà a uns 4.000 diputats de 13 països europeus que es manifestessin a favor o en contra d'una federació europea en el marc de les Nacions Unides. El projecte fou criticar per Denis de Rougemont i Duncan Sandys, gendre de Winston Churchill, fundador del Moviment Europeu, que defensaven un model basat en la cooperació intergovernamental que no comportés cap pèrdua de sobirania nacional. La PEU tingué un paper important en el Congrés de La Haia (7–10 de maig del 1948).
El segon congrés de la PEU tingué lloc entre l'1 i el 5 de setembre del 1948 a la ciutat suïssa d'Interlaken. El 20 de setembre del 1949, la PEU celebrà el seu tercer congrés a Venècia, on s'aprovà una resolució a favor d'una major integració política europea i una extensió de les competències de l'Assemblea Consultiva del Consell d'Europa, que tot just s'acabava de fundar. Aquell mateix any, el diputat britànic Kim Mackay en fou elegit president. La creació del Consell d'Europa reduí la influència de la PEU en oferir als parlaments d'Europa el seu propi fòrum intergovernamental a Estrasburg.
El 18 de maig del 1950, Kalergi fou el primer guardonat amb el Premi Internacional Carlemany de la ciutat d'Aquisgrà. Els dies 19 i 20 de juny del mateix any, la PEU organitzà una Conferència de Parlamentaris Alemanys i Francesos a la ciutat suïssa de Rheinfelden. Poc després, la PEU es fusionà amb el Moviment Europeu. Kalergi fou elegit president honorífic del Moviment Europeu el 1952.